# Mallomys istapantap
Mallomys istapantap is een knaagdier uit het geslacht Mallomys.

## Kenmerken
M. istapantap is waarschijnlijk de grootste van alle Nieuw-Guinese knaagdieren. Deze soort heeft, anders dan de andere soorten van zijn geslacht, vleeskleurige oren. De staart is korter dan bij de andere soorten. De kop-romplengte bedraagt 399 tot 432 mm, de staartlengte 279 tot 366 mm, de achtervoetlengte 62,5 tot 80,0 mm, de oorlengte 30 tot 31 mm en het gewicht zo'n 1950 gram.

## Verspreiding
Deze soort komt voor op Nieuw-Guinea. Dit dier komt voor langs de Centrale Cordillera van Nieuw-Guinea, van Gunung Ki en de rivier Bele in het westen tot Mount Victoria in het oosten. Het dier is gevangen op 2450 tot 3850 m hoogte. Door de Dani van Ilaga in Papua wordt dit dier "igwarak" genoemd, door de Amungme van het Tembagapura-gebied in Papua "naikmanung". De soortnaam is afgeleid van de Tok Pisin woorden "i stap antap", "het is daarboven", die vaak worden gebruikt voor dieren en planten die op bergtoppen leven.
Mallomys aroaensis · Bergwolrat (Mallomys gunung) · Mallomys istapantap · Gladstaartreuzenrat (Mallomys rothschildi)